# Csikéria
Csikéria é um município da Hungria, situado no condado de Bács-Kiskun. Tem 25,84 km² de área e sua população em 2015 foi estimada em 780 habitantes.